# Roberto Nanni
Roberto Antonio Nanni (Buenos Aires, 20 de agosto de 1981) é um ex-futebolista argentino que atuava como atacante.

## Carreira
Nanni começou sua carreira no clube argentino Vélez Sársfield, onde jogou pelas categorias de base e pelo time profissional. O faro de gol e o belo desempenho no clube chamaram a atenção do Dínamo de Kiev, da Ucrânia, e em 2003, o jogador acertou sua ida para a Europa. Em outubro do ano seguinte, o jogador foi emprestado para o Almería. Em julho do ano posterior, Nanni foi defender o Siena, e, em janeiro de 2006, foi a vez do goleador ir emprestado para o Messina. Por último, em agosto do mesmo ano, o argentino atuou pelo Crotone. Em janeiro de 2008, Nanni foi liberado pela equipe ucraniana e voltou para o Vélez Sársfield. Em 2009, o jogador fez um gol na segunda partida da final do Torneio Clausura 2009 contra o Argentinos Juniors, ajudando o clube que o revelou a ser campeão mais uma vez. Em julho de 2009, Nanni transferiu-se para a equipe paraguaia do Cerro Porteño à pedidos do treinador Pedro Troglio. Nanni marcou três vezes nas suas quatro primeiras partidas, salvando a equipe de duas derrotas.
O argentino ficou mais conhecido no Brasil durante a campanha do clube paraguaio na Copa Sul-Americana 2009, onde o Cerro Porteño eliminou o Botafogo nas quartas-de-final e foi eliminado pelo Fluminense nas semi-finais.
Na Copa Libertadores da América de 2011, atuando pelo Cerro Porteño, foi o artilheiro do torneio ao lado de Wallyson, do Cruzeiro, com sete gols.

## Clubes
| Clube             | Temporada         | Campeonato nacional | Campeonato nacional | Copa nacional[a] | Copa nacional[a] | Competições continentais[b] | Competições continentais[b] | Outros torneios[c] | Outros torneios[c] | Total | Total |
| Clube             | Temporada         | Jogos               | Gols                | Jogos            | Gols             | Jogos                       | Gols                        | Jogos              | Gols               | Jogos | Gols  |
| ----------------- | ----------------- | ------------------- | ------------------- | ---------------- | ---------------- | --------------------------- | --------------------------- | ------------------ | ------------------ | ----- | ----- |
| Vélez Sársfield   | 2008-09           | 20                  | 1                   | 0                | 0                | —                           | —                           | 0                  | 0                  | 20    | 1     |
| Vélez Sársfield   | Total             | 20                  | 1                   | 0                | 0                | —                           | —                           | 0                  | 0                  | 20    | 1     |
| Cerro Porteño     | 2009              | 13                  | 10                  | —                | —                | 0                           | 0                           | —                  | —                  | 13    | 10    |
| Cerro Porteño     | 2010              | 35                  | 12                  | —                | —                | 3+2                         | 0                           | —                  | —                  | 40    | 12    |
| Cerro Porteño     | 2011              | 28                  | 16                  | —                | —                | 14                          | 7                           | —                  | —                  | 42    | 23    |
| Cerro Porteño     | 2012              | 31                  | 14                  | —                | —                | 6                           | 4                           | —                  | —                  | 37    | 18    |
| Cerro Porteño     | 2013              | 5                   | 1                   | —                | —                | 5                           | 1                           | —                  | —                  | 10    | 2     |
| Cerro Porteño     | Total             | 112                 | 53                  | —                | —                | 30                          | 12                          | —                  | —                  | 142   | 65    |
| Total na carreira | Total na carreira | 132                 | 54                  | -                | -                | 30                          | 12                          | -                  | -                  | 162   | 66    |

## Títulos
Dínamo de Kiev
- Campeonato Ucraniano: 2004

Vélez Sársfield
- Torneio Clausura: 2009

### Artilharia
Cerro Porteño
- Copa Libertadores da América: 2011 (7 gols)